# Люми, Тийна
Тийна Инкери Люми (фин. Tiina Inkeri Lymi; род. 3 сентября 1971, Тампере, Финляндия) — финская актриса, режиссёр и сценарист. На XXIX Неделе финского кино в Санкт-Петербурге представлена режиссёрская работа Люми «Удачи тебе, Ворчун» с Хейкки Киннуненом в главной роли. В августе 2020 года фильм выйдет на российских цифровых платформах под названием «Дед, привет!». Лауреат премии «Юсси» за лучшую женскую роль в фильме «Аквариум любви» (1993) и премии «Юсси» за лучшую режиссуру за фильм «Мая со Стормшера» (2024).

## Личная жизнь
У Люми двое детей от брака с актёром Аэро Ахо (1994—2006).

## Избранная фильмография

### Актриса
- Аквариум любви (1993)
- Nousukausi (2003)
- Траншейная улица (2004)
- Aikuisten oikeesti (2005)
- Любовь и другие проблемы (2012)
- Арми жива! (2015)

### Режиссер
- Последняя минута (2016)
- Лапландская одиссея 3 (2017)
- Дед, привет! (2018)